# The Singles 81–85
The Singles 81>85 — сборник группы британской Depeche Mode, вышедший в октябре 1985 года.

## Об альбоме
В сборник вошли синглы, выпущенные группой в период с 1981 по 1985 год. Также в сборник вошли две новые композиции «Shake the Disease» и «It's Called a Heart», которые были выпущены в качестве синглов в 1985 году. The Singles 81>85 не был выпущен в Северной Америке, однако там он был заменён фактически своим двойником Catching Up with Depeche Mode. В 1998 году, после релиза сборника The Singles 86-98, было выпущено переиздание The Singles 81>85. Depeche Mode полностью обновили оформление альбома и добавили к нему ещё два бонус-трека. По данным на апрель 2006 года, переизданная версия The Singles 81>85 была продана тиражом более 283 000 экземпляров в США.

## Список композиций

### Mute/ MUTEL1LP
Слова и музыка всех песен — написаны Мартином Гором, кроме отмеченных.
| №  | Название                             | Длительность |
| -- | ------------------------------------ | ------------ |
| 1. | «Dreaming of Me» (Винс Кларк)        | 3:46         |
| 2. | «New Life» (Винс Кларк)              | 3:45         |
| 3. | «Just Can’t Get Enough» (Винс Кларк) | 3:44         |
| 4. | «See You»                            | 3:57         |
| 5. | «Leave in Silence»                   | 4:02         |
| 6. | «Get the Balance Right»              | 3:15         |
| 7. | «Everything Counts»                  | 3:59         |

| №   | Название              | Длительность |
| --- | --------------------- | ------------ |
| 8.  | «Love, in Itself»     | 4:00         |
| 9.  | «People Are People»   | 3:46         |
| 10. | «Master and Servant»  | 3:47         |
| 11. | «Blasphemous Rumours» | 5:09         |
| 12. | «Shake the Disease»   | 4:49         |
| 13. | «It’s Called a Heart» | 3:51         |

### Mute/ MUTEL1СD
| №   | Название                             | Длительность |
| --- | ------------------------------------ | ------------ |
| 1.  | «Dreaming of Me» (Винс Кларк)        | 3:46         |
| 2.  | «New Life»                           | 3:45         |
| 3.  | «Just Can’t Get Enough» (Винс Кларк) | 3:44         |
| 4.  | «See You»                            | 3:57         |
| 5.  | «Leave in Silence»                   | 4:02         |
| 6.  | «Get the Balance Right»              | 3:15         |
| 7.  | «Everything Counts»                  | 3:59         |
| 8.  | «Love, in Itself»                    | 4:00         |
| 9.  | «People Are People»                  | 3:46         |
| 10. | «Master and Servant»                 | 3:47         |
| 11. | «Blasphemous Rumours»                | 5:09         |
| 12. | «Somebody»                           | 4:22         |
| 13. | «Shake the Disease»                  | 4:49         |
| 14. | «It’s Called a Heart»                | 3:51         |

### Mute/ LCDMUTEL1СD
| №   | Название                                           | Длительность |
| --- | -------------------------------------------------- | ------------ |
| 1.  | «Dreaming of Me» (Винс Кларк)                      | 3:46         |
| 2.  | «New Life» (Винс Кларк)                            | 3:45         |
| 3.  | «Just Can’t Get Enough» (Винс Кларк)               | 3:44         |
| 4.  | «See You»                                          | 3:57         |
| 5.  | «Leave in Silence»                                 | 4:02         |
| 6.  | «Get the Balance Right»                            | 3:15         |
| 7.  | «Everything Counts»                                | 3:59         |
| 8.  | «Love, in Itself»                                  | 4:00         |
| 9.  | «People Are People»                                | 3:46         |
| 10. | «Master and Servant»                               | 3:47         |
| 11. | «Blasphemous Rumours»                              | 5:09         |
| 12. | «Somebody»                                         | 4:22         |
| 13. | «Shake the Disease»                                | 4:49         |
| 14. | «It’s Called a Heart»                              | 3:51         |
| 15. | «Photographic (Some Bizarre Version)» (Винс Кларк) | 3:13         |
| 16. | «Just Can’t Get Enough (Schizo Mix)» (Винс Кларк)  | 6:46         |

## Сертификации
| Страна          | Сертификация | Продажи |
| --------------- | ------------ | ------- |
| Германия (BVMI) | Золотая      | 250,000 |

## Участники записи
- Дэйв Гаан — вокал, семплер
- Мартин Гор — клавишные, гитара, мелодика, бэк-вокал, музыка/слова, вокал в «Somebody»
- Алан Уайлдер — клавишные, семплер, программирование, бэк-вокал
- Эндрю Флетчер — клавишные, бэк-вокал
- Винс Кларк — программирование, клавишные, бэк-вокал, музыка/слова
- Продюсеры: Depeche Mode, Дэниел Миллер и Гарет Джонс